# Amphicetus
Amphicetus és un gènere extint de cetacis de la superfamília dels balenopteroïdeus que visqueren a la riba oriental de l'oceà Atlàntic durant el Miocè, fa entre 7,2 i 13,8 milions d'anys. Se n'han trobat restes fòssils a Alemanya, Bèlgica i els Països Baixos. Es diferencia d'altres cetacis extints amb els quals ha estat comparat per un conjunt de caràcters del sistema auditiu. El nom genèric Amphicetus significa ‘balena per les dues bandes’, en referència a la seva posició intermediària entre Plesiocetus (que avui en dia es considera un nomen dubium) i Heterocetus.